# Ammannia myriophylloides
Ammannia myriophylloides là một loài thực vật có hoa trong họ Lythraceae. Loài này được Dunn mô tả khoa học đầu tiên năm 1909.